# Esplanade Tranquille
L'esplanade Tranquille (d'abord appelée « esplanade Clark », puis l'îlot Clark) est un nouvel espace du Quartier des spectacles de Montréal. Conçu par la firme d'architecture FABG et les architectes paysagistes FAUTEUX et associés, il est situé à l'ouest de la rue Clark, entre la rue Sainte-Catherine et le boulevard De Maisonneuve.

## Histoire
En 2019, la Ville de Montréal prévoyait utiliser le site en espace public pendant l'été et le transformer en patinoire durant l'hiver.
Le 14 novembre 2019, la mairesse de Montréal, Valérie Plante, annonce que l'esplanade située à l’ouest de la rue Clark près du Quartier des spectacles porterait le nom du défunt libraire Henri Tranquille. Sa librairie, la Librairie Tranquille, avait pignon sur rue à cet endroit. C'est dans cette librairie que le manifeste Refus global avait été lancé en août 1948. Ce manifeste est reconnu comme ayant été le précurseur de la Révolution tranquille des années 1960 au Québec, et on peut aussi y voir un clin d'œil à cet événement.
L'inauguration se fait le 30 août 2021 en présence de la mairesse de Montréal, Valérie Plante et de Monique Simard, présidente du conseil d’administration du Partenariat du Quartier des spectacles,. Les 2, 3, 4 et 5 août, le Festival du nouveau cinéma de Montréal investit les lieux afin de présenter leur premier Estival du nouveau cinéma, 4 soirées festives et gratuites, de projections et autres activités.
La Ville de Montréal inaugure officiellement la patinoire le 21 février 2022.